# Зільбер Яків Зусійович
Яків Зусьевич Зільбер (1888, Ольхівці, Подільська губернія — після 1941) — радянський журналіст та організатор журналістської освіти на Уралі. Перший ректор Свердловського комуністичного інституту журналістики (КЗЖ).

## Біографія
Народився в сім'ї торговця худобою і хлібом Зуся Йосевіча Зільбера з Бессарабії (купецької сім'ї). Навчався у двокласній гімназії в Бричани, шестикласної гімназії в Кам'янець-Подільському, закінчив приватну гімназію Ігліцького в Одесі (1908), потім фізико-математичний факультет Одеського університету (1910-1916). Служив рядовим у царській армії (1916—1917), спочатку у запасному полку в Одесі, потім на фронті у Подільському полку 4-ї армії. Після Лютнева революція Лютневої революції був обраний секретарем Бричанського міськвиконкому, потім Хотинського виконкому. Заарештовувався царською (1903), австрійською (1918) і румунською владою (1918). Командир Червоної гвардії (1917-1918), політбоєць Червоної Армії (1919), політпрацівник полку імені Кондиби I Особливої Бессарабської бригади (1919-1920). Член РСДРП (1903—1911), Бунда (1911—1917), ВКП(б) (1920).
У 1921—1923 роках — на радянській роботі в Житомирській губернії, з 1924 року редактор газети «Волинський пролетар» (пізніше «Радянська Волинь»), у 1925—1926 роках редактор окружної газети «Думка» (пізніше «Радянський стяг» Мелітополь]]), редактор запорізької газети «Червоне Запоріжжя» («Червоне Запоріжжя»), член редколегії газети «За соціалістичну перебудову» (Харків, 1930—1931). З 1932 року відрядження ЦК ВКП(б) — на Урале: помічник секретаря обкому ВКП(б) (1932—1933), секретар Верещагинського райкому ВКП(б) (1933—1935), інструктор обкому ВКП(б)) (1935-1936). За сумісництвом директор Свердловського Будинку літератури та мистецтв (1935-1937).
У лютому 1936 року організував і став першим директором Свердловського комуністичного інституту журналістики (КІЖ) - згодом Свердловський державний інститут журналістики ім. В. В. Маяковського. Керівник  Свердловським обласним книжковим видавництвом СвердлКОГІЗ (травень 1936—15 липня 1937).
У 1937 році виключено з ВКП(б), заарештовано 20 жовтня 1937 року, засуджено Військовою Колегією Верховного Суду СРСР 9 серпня 1938 року на 15 років виправно-трудових таборів з конфіскацією всього особистого майна та поразкою в політичних правах на 5 років.
Реабілітовано 19 липня 1989 року.